# マリアーノ・マルティン
マリアーノ・マルティン・アロンソ（Mariano Martín Alonso, 1919年10月20日 - 1998年9月9日）は、スペイン・カスティーリャ・イ・レオン州ドゥエニャス出身の元サッカー選手。ポジションはFW。
FCバルセロナに所属していた1942-43シーズンのラ・リーガで30得点を挙げ、ピチーチ賞に輝いた。

## タイトル

### クラブ
FCバルセロナ
- ラ・リーガ : 2回 (1944-45, 1947-48)
- コパ・デル・レイ : 1回 (1941-42)

### 個人
- ピチーチ賞 : 1回 (1942-43)